# Rivière du Gué
Pour les articles homonymes, voir Dugué.
La rivière du Gué est un tributaire de la rivière aux Mélèzes dont les eaux se déversent successivement dans la rivière Koksoak et dans la baie d'Ungava. La rivière du Gué coule dans le Nunavik, située dans la région du Nord-du-Québec, au Québec, au Canada.

## Géographie
Les bassins versants voisins de la rivière du Gué sont :
- côté nord : rivière aux Mélèzes ;
- côté est : rivière Guignas, rivière Aigneau, rivière Delay ;
- côté sud : rivière Delay, lac D'Iberville, Petit lac des Loups Marins ;
- côté ouest : lac des Loups Marins.

Le cours supérieur de la rivière du Gué est situé au nord du « Petit lac des Loups Marins ».
La rivière du Gué coule a priori vers le nord, en traversant une série de lacs dont le lac Demitte et Chapron ; dans ce segment vers le nord, la rivière reçoit les eaux de la décharge du lac Gigon (venant de l'ouest).
Puis la rivière du Gué coule vers l'est où elle reçoit les eaux de la rivière Delay (venant du sud). Dans la partie supérieure du segment coulant vers l'est, la rivière est encaissée entre les montagnes et son cours ponctué de rapides serpente entre les rochers. Cette rivière comporte plusieurs bancs de sable en aval du point de confluence avec la rivière Delay.
L'embouchure de la rivière du Gué qui se déverse dans la rivière aux Mélèzes en face de l'embouchure de la rivière Pothier (venant du nord), est situé à 150 km au sud-ouest du village nordique de Kuujjuaq.
La majeure partie de son bassin fluvial est couvert par la faible densité de la toundra et demeure inhabitée, même par les Amérindiens Inuits. En raison de l'intense glaciation, le bassin est généralement plat et l'altitude ne dépasse pas les trois cents mètres.

## Toponymie
Le nom de ce cours d'eau lui fut donné en mémoire de Pierre Dugué de Boisbriand (1675-1736), compagnon de Pierre Le Moyne d'Iberville.
Le toponyme « rivière du Gué » a été officialisé le 5 décembre 1968 à la Commission de toponymie du Québec.